# Breg pri Litiji
Breg pri Litiji – wieś w Słowenii, w gminie Litija. W 2018 roku liczyła 199 mieszkańców.